# Портрет Мориса Фаббри (картина Ле-Дантю)
«Портре́т Мори́са Фа́ббри» — футуристический портрет Мориса Фаббри авторства Михаила Ле-Дантю 1912 года.

## История
В 1912 году Михаил Ле-Дантю написал футуристический портрет молодого художника Мориса Фаббри из окружения Михаила Ларионова. Для самого Фаббри Ле-Дантю был одним из ближайших по духу людей, мнением которого он дорожил. Портрет Мориса Фаббри кисти Михаила Ле-Дантю был впервые экспонирован на выставке «№ 4. Футуристы, лучисты, примитив». Илья Зданевич, хорошо знавший портретируемого и автора, считал этот портрет «замечательнейшим из полотен художника».
Основной вариант портрета (76 х 65 см) в настоящее время находится в Самарском художественном музее, второй — в галерее «Старые годы» в Москве (60,4 х 31,5 см).
Сохранившийся эскизный рисунок к портрету (бумага, графический карандаш) находится в Российском государственном архиве литературы и искусства (РГАЛИ).
В собрании частной галереи «Старые годы» находится вариант (холст, масло, 60,4 х 31,5 см), чья атрибуция не подтверждена. Опубликован в книге Валяевой Марии «Морфология русской беспредметности».

## Комментарии
1. ↑  Второй портрет, возможно, требует дополнительной атрибуции.